# David Iboma
David Iboma (Kinshasa, 3 december 1994) is een Belgisch-Congolese voetballer die als rechterverdediger speelt.

## Clubcarrière
Iboma werd in Congo geboren als zoon van een missionaris. Vanwege de oorlog in Congo, waarin zijn broers vochten, vluchtte het gezin naar Ivoorkust en later naar België.
Op 16-jarige leeftijd legde Iboma, als jeugdspeler van Antwerp FC, tests af bij Manchester United FC. Enkele maanden later koos hij voor Beerschot AC als het begin van zijn professionele carrière. Na het faillissement van Beerschot in 2013 keerde hij terug naar Antwerp FC.
Iboma maakte zijn debuut op 15/12/2013 met Royal Antwerp FC uit bij ASV Geel. Hij speelde hierbij 68 minuten. In totaal speelde hij 28 competitiewedstrijden voor Antwerp voor hij medio 2015 de club verliet. Eind augustus 2015 verbond hij zich na een stage aan Patro Eisden Maasmechelen.

## Interlandcarrière
Iboma speelde enkele keren voor de Belgische nationale jeugdelftallen. Hij speelde in 2011 het toernooi in La Manga Spanje met de U17. Nadien speelde hij vier wedstrijden met de U19. Ook nam hij deel aan alle wedstrijden van de elitenrondes voor het EK bij de U19. Intussen speelt hij al bij de u19 van Congo